# Heks
Heks (af tysk:  Hexe fra gammelhøjtysk hag(a)zuz, hagzissa, af hag = gærde og thursa = norsk tysja = underjordisk væsen) er en betegnelse på en udøver af trolddom ("hekseri"). Heksen praktiserer, eller siges at praktisere, magi. Heksen kan have kendskab til planternes og krystallers påståede egenskaber, naturånder, dæmoner, spådomskunst og andet fra den okkulte verden. I eventyr er heksen en personifikation af det onde. I dag findes der hekse inden for bevægelser som Wicca.

## Heksetro
Heksetro er meget gammel, og heksekunst forbydes i 2. Mosebog 22:17: En troldkvinde må du ikke lade blive i live.
Tegnene på en påstået forhekselse var, at man blev ramt af alvorlige uheld eller alvorlig sygdom uden påviselig årsag. Amuletter og diverse ritualer blev anvendt som beskyttelse.
På nogle sankthansbål i Danmark brændes en dukke, der forestiller en heks. Symbolsk sendes heksen tilbage til Bloksbjerg.

## Hekseprocesser i Europa

### Tidlig middelalder: Hekse var enfoldige mennesker
Tidligt i 400-tallet bedømte kirkefaderen Augustin af Hippo oplevelser fra magiske ritualer som en illusion. Kun Gud havde magt til at udføre de handlinger, mens djævelen kun lod som, i håb om at få magt over mennesker. Frem til den første heksebrænding i 1340 havde den katolske kirke viet sig til bekæmpelse af det, den kaldte "hedensk overtro", der indbefattede troen på hekse. Den ældste bevarede tekst om emnet, Canon Episcopi, benægter eksistensen af hekse, der ellers var beskrevet i Capitulatio de Partibus Saxonia (= Lovbog for de saksiske egne) fra omkring 785. Det er en instruks til biskopperne om, hvordan de skal forholde sig til overtroen om, at nogle kvinder foretog natlige ridt for at følge jagtgudinden Diana. 
Teksten siger blandt andet, at "visse onde kvinder, som har vendt sig mod Satan, lokket af dæmoniske illusioner, tror om sig selv, og hævder at ride på visse dyr i nattetimerne, sammen med Diana, hedningenes gudinde [eller med Herodias] og talløse andre kvinder, og at krydse lange strækninger i nattetimernes stilhed, og være underkastet hendes love som en dronnings, og kaldt til hendes tjeneste." Teksten tager udgangspunkt i, at djævelen opsøger en eller anden pige og antager en anden skikkelse, for: "Hvem har i sandhed ikke, sovende om natten, oplevet syner udenfor sig selv, og set meget i søvne, som aldrig blev set i vågen tilstand? Hvem er i sandhed tåbelig nok til at tro, at alt dette, som er sket kun i ånden, faktisk er sket i den fysiske verden, når Ezekiel så Herren i syner, og apostlen Johannes så og hørte åbenbaringens hellige ting i ånden, ikke i den fysiske verden, som han selv siger det." Teksten afsluttes med, at "hvem, der end tror, at noget kan skabes - eller nogen skabning ændret til noget bedre eller værre, eller omdannet til en anden art eller lighed - af andre end Skaberen selv, som skabte alt, og gennem hvem alt er skabt - er en vantro og værre end en hedning." 
I middelalderen blev Canon Episcopi antaget at stamme fra kirkemødet i Ancyra i 314, sandsynlig pga en fejl ved oversættelsen foretaget af Burchard af Worms (død 20. august 1025) omkring år 1000. Sandsynligvis var det Burchard, der tilføjede navnet Herodias og de sidste ord ("værre end en hedning"). Faktisk er Canon Episkopi en frankisk lovbog, forfattet af biskop Regino af Prüm og anerkendt af Ivo af Chartres. Også tidligere tekster har hentydet til "Dianas følge"; men Canon Episcopi er den første, der fokuserer på emnet. Den bruger dog aldrig ordet "heks", og først flere århundreder senere byttes Diana (eller Hekate eller Herodias eller "vildtets dronning") ud med djævelen. Canon Episcopi benægter ikke, at djævelen står bag det hele; men det hele drejer sig om blændværk og illusioner. Kvinder, der tror sig at tjene Diana, er enfoldige mennesker, hvis ringe gudstro lader djævelen slippe til; men de har ingen aftale indgået med ham. Disse kvinder kaster ingen forbandelser; Dianas følge udgør kun et sidste ekko af hedenskabet. De fordømtes for at være faldet ud af Guds nåde og blev dermed udelukket fra menigheden; men det forekommer nemt sluppet, sammenlignet med senere tiders dobbelte anklage, først for kætteri og dernæst trolddomsuddøvelse. Men frem til omkring 1300 talte det som kætteri at tro på, at gudindedyrkere samlede sig om natten for at udøve hedenske ritualer.

### Højmiddelalder: Hekse som djævledyrkere
Typisk for opfattelsen af hekse som vildfarne kvinder er sagen mod enken Ragnhild Tregagås i efteråret 1324. Ragnhild stod anklaget for kærlighedsmagi, incest, hor og som "forfalden til den kætterske overtros afveje", som biskop Audfinn Sigurdsson i Bergen udtrykte det. Tilnavnet "tregagås" henspillede nok på en trættekær kvinde. Ragnhild havde begået incest ved at indlede et forhold til sit næstsøskendebarn Bård, og da han giftede sig med en anden, besluttede Ragnhild at gøre ham impotent. På hans bryllupsnat med Bergljot gemte Ragnhild fem ærter og fem brød i de nygiftes seng. Hun satte også et sværd ved sengen og udtalte en "afskyelig besværgelse" fra sit skjulested i soveværelset: "Jeg slænger fra mig Ganduls ånder; én bider dig i ryggen, en anden bider dig i brystet, den tredje påfører dig had og avind." Historien blev kendt, og rygterne kom gejstligheden i Bergen for øre. I januar 1325 blev Ragnhild stillet for kirkens domsret i Bergen, men afviste beskyldningerne. Tidligt i februar blev fire mænd fra Os præstegæld indkaldt for at vidne om hendes tilståelse på Fusa præstegård. Under trusler fra byfogden, og sandsynligvis efter et fængselsophold, bekræftede hun 8. februar vidnernes udsagn. Hun tilstod også, at hun fire gange havde haft samleje med Bård, mens hendes mand var i live. Ved at påkalde djævelen såede hun splid mellem Bård og Bergljot, så de blev skilt, og Ragnhild og Bård rejste nordpå til Hålogaland. Hun mente selv at sidde med magten over Bårds liv og død. Hvis han ikke gjorde, som hun ønskede, ville hun fortælle sin mand det hele, så han kunne slå Bård ihjel for blodskam og hor. Besværgelserne havde hun lært i sin ungdom af en Sørle Sukk. Nu afsværgede hun sin vildfarelse, så biskop Audfinn, der anså hende for utilregnelig på gerningstidspunktet, idømte hende en mild straf, der skulle ligne en soning. Hun skulle faste på vand og brød et par dage ugentligt og på visse af årets dage. Dertil skulle hun ud på syv års valfart til helligsteder udenfor Norge. Gjorde hun ikke det, blev sagen overladt til verdslige myndigheder, som da ville dømme hende som skyldig i tilbagefald til kætteri.
Men allerede i 1200-tallet havde Thomas Aquinas indvarslet et strengere syn, idet han hævdede, at djævel og dæmoner kunne udvirke noget, som til forveksling lignede mirakler, uden at der var tale om sande mirakler - for de kunne kun skabes af Gud. Derfor var djævelens "mirakler" et bedrag for at lokke mennesker bort fra Guds veje. Ingen genstande, ord eller remser var magiske i sig selv, men måtte forsynes med en kraft, som i magiske ritualer kom fra den onde. Den kraft afhang af en pagt mellem djævelen og den, der udførte magien, og dermed havde gjort sig til djævelens tjener - og desuden kætter, ved bevidst at modarbejde kirkens officielle lære. Aquinas' kobling mellem djævelen og magi blev afgørende for teologernes fordømmelse af trolddom efter reformationen. Blandt katolske teologer gjaldt trolddom for kætteri og frafald fra gudstroen. For protestantiske teologer gjaldt trolddom også afguderi, dvs. djævletilbedelse. Ifølge Luther var paven selveste Antikrist, den største troldmand af alle. (Her tænkte han på den katolske kirkes helgendyrkelse med bøn om helbredelse.) Fra 1617 fik Christian 4. djævlepagten indskrevet i den verdslige lovgivning som definition på "sand trolddom". 

### Efter-reformationen: Hvid magi sidestilles med sort
Niels Hemmingsen mente, at djævelen stod bag både troldfolk og signere. En episode sommeren 1584 førte til en afgørende ændring i trolddomslovgivningen, da skillet mellem hvid (gavnlig) og sort (skadevoldende) magi blev ophævet. Lagmannen i Stavanger, Cosmus Arildssøn, mente sin kone Tora forgjort af maleficium (= sort magi) og tilkaldte signefolk i håb om at få sin kone helbredt. Den ene behandler, Jakob Jonson fra Løken i Time, skar fem blodige kors i Toras krop for at uddrive djævlen. Sagen forskrækkede biskop Jørgen Erikssøn i Stavanger så meget, at han tilskrev øvrigheden i København om klare retningslinjer for, hvornår man kunne gribe ind overfor folk, der bedrev modmagi mod djævelen, og deres patienter.
Maleficium var en alvorlig forbrydelse, mens hvid magi, så som læsning, signing og andre former av modmagi, den gang sjældent blev straffet. Her havde jo lagmannen selv grebet til det for at få sin kone rask igen! 17. juni 1584 forklarede enken Anne Knutsdatter på Grønho, at Cosmus havde hentet hende hjem til sin kone. Dertil havde Anne Torsdatter fra Sjernarøy og hennes svigerdatter Ragnhild på Meland læst over Tora. Jacob Jonson fra Løken i Time hadde skåret inn fem blodige kors i Cosmus' kone. 16. marts 1594 blev der i Bergen framlagt et brev af Jørgen Erikson, om at Anna Knutsdatter havde foretaget ugudelig signing af Cosmus' kone i Stavanger - sandsynligvis en henvisning til den ti år gamle sag. Konflikten kan have ført til Frederik 2.s forordning mod trolddom i efteråret 1584, som kan have været rettet mod Cosmus, for tidligere var det ikke strafbart at tilkalde signefolk eller kloge folk. 30. juni 1585 stævnede Jørgen Erikson lagmannen Cosmus Arildson for beskyldninger mod ham selv, hans hustru og svigermor med flere. Sognepræst i Stavanger, Jørgen Svendsson, og andre havde også fremsat beskyldninger; men her indgik parterne forlig.
Jakob Jonson, der havde skåret korsene i Toras krop, blev dømt af domkapitelet til at bekende sine synder offentligt. Dertil blev han truet med dødsstraf, hvis han fortsatte med at udøve magi. Denne forordning blev gjort gældende for Stavanger og Bergenhus len i september 1584.
I nordisk folketro mente man at kunne afsløre en heks ved at sætte ild til noget, der tilhørte henne, for da viste hun sig. Tanken var - som i voodoo - at havde man noget af et menneske - det være sig hår, negle, blod, tøjstykker - kunne man få magt over personen.
Et gængs middel mod at være forgjort af en heks var at brænde krudt af over personen. Det kendes fra sagen mod Klug-Anne (= den kloge Anne) som blev brændt i Stavanger i 1662. En dreng, Olle, og Roell snedkers søn havde i pinsen skudt med pil og bue, og knust en af Annes ruder. Hun skældte Olle ud og knækkede hans bue. Dernæst blev drengen sengeliggende og tabte talens brug. På en tavle skrev han til sine bekymrede forældre at han så en kvinde stå ved sin seng i blå nederdel, sort forklæde og med et hvidt klæde over sig. Videre havde en engel fortalt ham, at der skulle brændes krudt over ham tre gange, dvs. at nogen havde forhekset ham. Olles mor gjorde dette, og straks fik han talens brug tilbage og råbte: "Gudskelov, nu gik hun!" - altså kvinden, som kun han kunne se, og som han nu identificerede som Klug-Anne. Anne skældte senere drengen og hans mor ud, da de beskyldte hende for at have gjort ham syg. Olles mor, Margrethe Jonsdatter Gran, gift med stadskaptajn Johan Trel, gik da til fogeden og stævnede Klug-Anne. Gran var hovedanklager, da Klug-Anne blev dømt til bålet; hendes mor havde i sin tid lidt den samme skæbne. Annes mand Siemen Kok var sømand og omkom i en skibsulykke i 1630.
Kriminaliseringen af hvid magi fik dog aldrig rigtig gennemslag i Danmark. Kun en meget lille del af de danske trolddomsprocesser handlede om gavnlig magi, og kun efter tilståelser faldt der nogen dom. Det danske retssystem var baseret på, at kun en skadelidt kunne rejse anklage. Det kunne en patient, der anså sig som helbredt ved trolddom, ikke gøre. Derfor handlede danske trolddomsprocesser kun om at bevise eller modbevise skade forvoldt ved trolddom.

### Heksejagt
I efter-reformationens Europa skete der en opblomstring af antallet af forfølgelser, hvoraf de fleste fandt sted i det nordlige Europa. Antallet anklagede var i perioder stort, med et varierende antal dødsdømte. Også mænd og mindreårige blev henrettet for hekseri. 70 kvinder og 15 mindreårig i Mora i Sverige endte på bålet, fordi børn i bygden løj om, at de var blevet bortført til heksedans på Blåkulla, mens de sov.
Ellers var de anklagede ofte gamle, ensomme kvinder eller udstødte, men også kristne præster har været anklaget for hekseri. Anklagerne har gerne lydt, at heksen har spist børn, gjort dyrene på en gård syge, eller mænd impotente. Heksens egentlige kriminelle gerning har således været at bringe ulykke og ufrugtbarhed. Så sent som i 1858 var flere end 600 personer indblandet i et udbrud af heksehysteri i Dalarna.
Luther lærte, at alt hvad der skete for det enkelte menneske, havde Gud forudbestemt. Hvis noget ikke var Guds værk, stod djævelen bag. I 1602 offentliggjorde den tysk præst Anton Praetorius bogen Gründlicher Bericht von Zauberey und Zauberern (= Grundig gennemgang af hekseri og troldmænd) imod hekseanklager og tortur.

### Hekseprøven
"Vandprøven", på latin judicium aquae frigidae, var opfattet som en gudsdom og et omstridt retsmiddel ved hekseprocesserne i 1500- og 1600-tallet, da kaldt "heksebad" eller "heksesvømning". Vandet blev sammenlignet med Guds hellige dåbsvand. Bøddelen bandt normalt et reb om livet på den mistænkte, som blev smidt i vandet. Hvis hun sank, tydede det på uskyld. Fra norske trolddomssager kendes et eksempel fra Vestfold, hvor vedkommende ser ud til at være druknet, hvad der ikke var meningen. De fleste flød dog op, hvad der tydede på, at de var skyldige. Efter middelalderen var vandprøven ikke hjemlet i nogen europæisk lovgivning, og det fjerde laterankoncil i Rom havde allerede i 1215 nedlagt forbud mod prøven.

### Heksejagt i Danmark
Heksejagt i Danmark anslås at have medført mellem 1.000 og 2.000 henrettelser. 
Den første kendte heks, der blev dømt til bålet i Danmark, blev brændt i Stege i 1540.
I Ringkøbing blev Gertrud Skomagers brændt i 1556 på trods af hendes stædigt fastholdte uskyld, og da manden året efter klagede til kongen, blev vidnerne retsforfulgt og dømt til at betale erstatning til Gertruds familie.
Under hekseprocessen kaldet Køge Huskors (1608 – 1612) blev mindst 15 hekse dømt til bålet. Heksebålene i Danmark fik for alvor fat i 1626, da Christian 4. forordnede, som gjorde pagtskab med djævlen samt magi selv i det godes tjeneste strafbart. En af de berømteste heksesager var retssagen mod Maren Splids i Ribe Ret. Hun blev brændt som heks den 9. november 1641. Efter Christian 4.s død aftog heksejagten i Danmark.
Den officielt sidste dømte heks var Anne Palles, der blev henrettet den 4. april 1693. Af regnskaberne for henrettelsen fremgår, at hun blev halshugget, og liget derefter brændt.
Senere er der dog sket flere lynchninger af hekse i Danmark til helt op i 1800-tallet.
Den sidste hekseproces i Danmark fandt sted på Ærø så sent som i 1936. Carl Vilhelm Goldmann (1858-1939) fra Marstal blev anklaget for hekseri, men her fik Goldmann medhold i at der var tale om injurier.

### Heksejagt i Ribe
I David Grønlunds historiske efterretning om de i Ribe by for hekseri forfulgte og brændte mennesker, beskrives indgående retsgrundlaget for hekseprocesserne.
Hovedgrundlaget var de gamle landskabslove, i dette tilfælde Jyske Lovs 3. bog, 69. kapitel "Om trolddom", som blev indføjet engang i 1400-tallet og anvendtes indtil 1683, ved Danske Lovs indførelse:

Hvis en mand beskylder en anden for, at han har forgjort noget, som tilhører ham, med trolddom, og den sagsøgte ikke vedgår, men nægter det, og sagsøgeren beediger sigtelsen imod ham, da skal den sagsøgte værge sig med nævn i kirkesognet, såvel over for sagsøgeren som over for biskoppen.

Straffen, som skulle bringes i anvendelse, nævntes ikke i loven, men ifølge praksis begrundet i Bibelen blev den pågældende dømt til døden på bålet. Belæg for dødsstraf fandtes bl.a. i 2. Mosebog 22:17:

En troldkvinde må du ikke lade leve.

Og brændingen begrundedes i Johannesevangeliet 15.6, hvor Kristus siger:

Om nogen ikke bliver i mig, han bliver udkastet som en gren og visner. Man sanker dem og kaster dem i ilden og de brændes.

Af betydning for trolddomssagernes behandling var især nogle bestemmelser i to rigslove, eller "recesser", som større love kaldtes i 1500- og 1600-tallet. Den vigtigste reces i perioden var Christian 3.'s koldingske reces af 1558, der til stadighed benyttedes i 1600-tallets retsbrug og simpelthen kaldtes "recessen". Fra en tidligere reces af 1547 gentog den to bestemmelser af interesse i trolddomssager, artiklerne 18 og 19:

Item skal ej heller nogen udædisk menneske eller nogle andre, som forvunden er for nogen uærlig sag, tyve, forrædere, troldkarle eller troldkvinder, stå til troende enten udi vidnesbyrd eller udi andre måder, hvad de ville sige eller vidne på nogen.
Ingen skal pinligt forhøres, førend han er dømt. Item skal ingen pinligt forhøres, uden denne er tilforn lovlig forvunden til døde for nogen ugerning.

Dette indebar, at en dømt troldkvindes anklager mod andre for hekseri, ikke måtte medføre retsforfølgning af de udlagte, og at det ikke var tilladt at pine tilståelser ud af den anklagede, før dommen over vedkommende var faldet.
Den anden reces af betydning i trolddomssager er Frederik 2.s kalundborgske reces af 21. november 1576, artikel 8, som indebar, at alle trolddomssager, der medførte dødsdom, skulle indstævnes til landstinget, inden bålstraffen fuldbyrdedes. Bestemmelsen er undtagelsesfrit blevet overholdt i Ribe.
Men hvad trolddom egentlig var, defineredes først i Christian 4.s forordning af 12. oktober 1617 og gentoges i samme konges store reces af 27. februar 1643 i 2. bog, 28. kapitel. Heri defineres "rette troldfolk" som dem, "som med djævlen sig bebundet har eller med ham omgås", og som brugte hemmelige kunster til "trolddoms onde og ulykkelig idræt". Som hemmelige kunster henregnedes signen, manen, osv., noget man i dag vil betegne som overtro. Rette udøvere af troldfolks kunster skulle "straffes på deres halse uden al nåde".
For den "kloge" mand eller kone, der udøvede de samme hemmelige kunster med formål at helbrede medmennesker eller disses kreaturer, blev straffen fortabelse af ejendom og landsforvisning. Den, der havde benyttet sig af en sådan persons kunster, skulle første gang skrifte offentligt i kirken og betale en stor bøde, mens straffen i gentagelsestilfælde var den samme som for udøveren.
Forordningen indskærpede endvidere alle øvrighedspersoner, at de dem:
"angiver, tiltaler og straffe lader, såfremt de selv derfor ikke vil stande os til rette som de, sådanne folks medvidere er og med dem samtykke".

### Heksejagt i nutiden
Hekse forfølges og jages den dag i dag mange steder i verden, blandt andet i Afrika, hvor tro på magi og frygten for hekse er stor i mange samfund.
I 2008 blev 11 ældre mennesker brændt til døde i Kisii-distriktet i det vestlige Kenya af en rasende flok, der mistænkte de 11 for hekseri. I Tanzania er troen på magi og frygten for hekse meget udbredt, og 93% af befolkningen tror på magi. På grund af lægemangel og fattigdom, er mere end halvdelen af landets befolkning afhængige af heksedoktorer i forbindelse med sygdom og skader. Heksedoktorerne spiller derfor en vigtig rolle i Tanzania og mere end 100.000 er registreret i landets offentlige sundhedssystem. Frygten for heksene er dog ikke baseret på deres healing og almindelige magi, men mere på nogle heksedoktorers til tider grufulde og drabelige ritualer, som kan involvere bortførelser, lemlæstelser og bestialske drab. Kropsdele fra mennesker bruges i nogle ritualer eller som magiske amuletter, og især Tanzania's albinoer er ofre i den sammenhæng. I 2017 greb en heksejagt om sig i Tanzania og næsten 500 mennesker blev dræbt af vrede grupper som beskyldte dem for hekseri. Det anslås at flere tusinder er blevet dræbt for hekseri i det ny årtusinde, primært ældre kvinder.
I Saudi-Arabien er frygten for hekseri udbredt og både hekseri og blasfemi kan straffes med døden. Kongestaten har oprettet en anti-hekse enhed indenfor politiet i 2009, samt en hot-line telefon, hvor man kan ringe ind og anmelde andre for hekseri. I 2012 blev i alt 215 personer arresteret for at udøve trolddom. I Islam, og Saudi-Arabien, opfattes astrologi og spådomskunst også som u-islamisk, og i samme kategori som hekseri. Straffen varierer lige fra fængsling, piskeslag og tortur til offentlig halshugning. I 2007 blev en mandlig apoteker fra Ægypten halshugget i Saudi-Arabien for en kombination af hekseri, blasfemi og seksuelt samkvem med en gift kvinde. I 2011 blev en migrant fra Sudan halshugget på en offentlig plads, dømt for hekseri. En politibetjent fra det religiøse politi (Mutawa’een) havde lokket ham til at udøve hekseri. Samme år blev en saudisk kvinde halshugget, dømt for at udøve hekseri, kvaksalveri og salg af trylleformularer. Fremmedarbejdere er oftest dem som arresteres for hekseri i Saudi Arabien, ikke mindst afrikanere, hvis kultur indeholder megen overtro og magiske ritualer, eller bare opfattes som meget fremmedartet for saudisk kultur. Troen på magi og kriminaliseringen af hekseri, er muligvis ligeså udbredt i de andre Golf-stater, men de andre lande er meget mindre og den ortodokse wahhabisme i Saudi-Arabien slår ekstra hårdt ned på det og vækker derfor mere opsigt.
I Indonesien er overtro og magisk tænkning også meget udbredt, nogle steder mere end andre. Dukun hedder de indonesiske hekse og de kan både være mænd og kvinder som assisterer med healing, velsignelser, spådomme og meget andet i dagligdagen. Frygten for sort magi og hekseri er også stor blandt befolkningen og større heksejagte har fundet sted i nyere tid, de mest opsigtsvækkende kort efter præsident Suhartos fald i 1998. Samme år dræbte vrede lokale 100 påståede hekse i Banyuwangi-provinsen i Øst-Java, og 150 blev dræbt i 1999 i Vest-Java. I år 2000 tog hekseforfølgelserne igen til og i alt 100 mennesker blev dræbt det år af opildnede lokale. Store heksejagte er stilnet af, men sporadiske hekse-drab rapporteres stadigvæk ret ofte. I 2012 blev en mand og et ældre par dræbt i Aceh-provinsen. Det er noget uklart om alle heksejagtene er baseret på egentlig overtro, mange startes muligvis af svindlere som vil stjæle eller overtage andres ejendom. Indonesisk lovgivning indeholder ikke bestemmelser omkring magi eller overnaturlige handlinger, men det har været på tale siden 1981 at kriminalisere hekse.
Med globaliseringen, har store befolkningsgrupper bosat sig langt fra deres oprindelseslande. Nogle af disse grupper holder fast i deres traditionelle levevis og tankegang, og det har i flere tilfælde gen-introduceret troen på magi, frygten for hekse, og endda mindre heksejagte til Europa og den vestlige verden. Som eksempler kan nævnes indvandringsgrupper fra Caribien og Afrika til byer som London og New York. I 00'erne har britisk politi efterforsket 81 sager om rituel mishandling i Londons afrikanske miljøer af børn beskyldt for at være hekse, og tendensen menes at være stigende. I 2010 blev en 15-årig dreng dræbt af sin søster og hendes kæreste i Østlondon, fordi de mente, han var besat af onde ånder, idet han havde tisset i sengen. I New York har der været flere drabssager relateret til frygten for voodoo indenfor de caribiske miljøer i byen.

## Hekse i litteraturen

### Bibelen
Ifølge Moseloven må hekse, spåmænd og troldmænd ikke findes i Israels folk. Trods dette forbud benytter en række bibelske figurer magi og spådom. Kong Saul fik heksen fra Endor til at fremmane genfærdet af profeten Samuel.

### Eventyr
Heksen er en kendt eventyrskikkelse. I Hans og Grete er hun en gammel kannibal, der æder de børn, forældrene efterlader i skoven. Hun bor i et hus med vægge af brød, tag af pandekager og vinduesruder af hvidt sukker, der nok skal lokke sultne forbipasserende til. Den frygtede russiske heks Baba Yaga er også kannibal og bor i et hus, der kan løbe sin vej på hønseben, og er omgivet af et gærde af menneskeknogler. Hos Walt Disney fremstår Snehvides stedmor som en heks.

### Fantasy
Der optræder også hekse i fantasy-genren, herunder Narnia-serien og Harry Potter-bøgerne.

### Maroonere
Maroonere er efterkommere efter vestafrikanske slaver, der flygtede fra tvangsarbejdet på plantagerne. De findes både på Surinam og i Vestindien. Fra Haiti har voodoodyrkelse bredt sig til New Orleans og Cuba, og til storbyer som New York City, Miami, Montreal og Paris. Tilhængerne håber at opnå kontakt med afdøde forfædre gennem sang og trommen, hvor de søger at blive besat af voodoo-ånder. I en ceremoni i voodoo-templet i et kælderlokale i Brooklyn tilbedes Gede, en betydningsfuld voodoo-ånd, der knytter forbindelse til de døde.
Heksedoktorer nyder stadig tillid, og en studie fra Ghana viste, at 41 ud af 45 lægestudenter troede på hekse, og at sygdom kan skyldes trolddom.

## Risiko og konsekvens
Der er også en risiko for heksen ved at udøve sin heksekunst. Hekseriet kan slå tilbage eller kan blive opdaget, hvor heksens hensigt mod en anden bliver vendt mod heksen selv. Heksen kan også miste kontrol over en ånd, som heksen kan have tilkaldt for at få hævn over en anden. Heksen kan også blive straffet af en guddommelig kraft.

## Kritik af tesen om heksekultens fortsatte eksistens
Der er intet seriøst historisk belæg for, at der op gennem tiderne har været en fortsat sammenhængende eksistens af heksekulter. Faktisk har en sådan sammensværgelse kun været opfundet for at skabe frygt og rædsel. Men man kan finde vidnesbyrd op gennem historien på mennesker, der er blevet uskyldigt dømt for at udøve trolddom.

## Hekse i nutiden
Ofte anføres det, at hekseri ikke er noget, man kan tro på i moderne tider. Ikke desto mindre er der et tiltagende antal mennesker i Vesten, der hævder at praktisere heksekunst. En heks kan både være en mand og kvinde, men det er stadig flest kvinder der erklærer sig som hekse hvor mændene mere kalder sig magikere eller troldmænd. Mange hekse bekender sig til hedenske traditioner, men der er også dem som slet ikke tilhører nogen religion.
Troen på magi og hekseri er den dag i dag stadig meget udbredt, hvis man ser på verden som helhed. I Europa er det især på Balkan og i Rusland at troen på magi er stærk i befolkningen.

## Billedgalleri
- Hekseskulptur fra Hexentanzplatz ved Thale i Harzen
- Træsnit med hekse, der brygger.
- Hans Baldung Grien "De Heksen" (1510)